# Мали Врх при Шмарју
Мали Врх при Шмарју (словен. Mali Vrh pri Šmarju), је насеље северозападно од Шмарја-Сап у општини Гросупље у централној Словенији покрајина Долењска. Општина припада регији Средишња Словенија.
Налази се на надморској висини 376,7 м, површине 0,84 км². Приликом пописа становништва 2002. године насеље је имало 362 становника.

## Име
Назив насеља Мали Врх промењен је у Мали Врх при Шмарју  1955. године.

## Културно наслеђе
Докази о Градини из гвозденог доба пронађени су североисточно од насеља.